# Veľké Borové
Veľké Borové je obec na severním Slovensku v okrese Liptovský Mikuláš v Žilinském kraji. Žije v něm 42 obyvatel.
Obec leží na okraji Chočských vrchů, v bezprostředním okolí se nachází Kvačianská a Prosiecká dolina, krasové doliny s vápnomilnou vegetací, vodopády, ponory a vyvěračkami. V Kvačanské dolině (lokalita Oblazy) jsou dva dřevěné vodní mlýny a pila. Nad obcí se rozprostírá luční krasová plošina Svorad, nedaleko Roháče. S vedlejšími goralskými vesnicemi Malým Borovým a Huty tvoří svérázný mikroregion, sdílející společnou historii.

## Historie
Vesnice byla založena pravděpodobně v 16. století goralskými osadníky z horní Oravy. První písemná zmínka o vesnici je z roku 1646. Raná historie obce souvisí se sklářskou výrobou, sklářské hutě vznikly na místě nedaleké goralské obce Huty, kde probíhala i těžba křemene. Sklářská výroba trvala až do vyčerpání naleziště počátkem 19. století. Obyvatelé se zabývali chovem ovcí, soukromým zemědělstvím, případně podomním sklářstvím.

## Přírodní poměry
Obec leží na rozhraní Skorušinských vrchů, Chočských vrchů, Oravské vrchoviny a Zuberské brázdy (podcelek Podtatranské brázdy), na pomezí Liptova a Oravy. Horní konec – lokalita Na chotári – se nachází přímo v sedle (900 m) tvořícím hranici regionů. Obcí protéká potok Borovianka, ústící kaňonovitým úsekem s ponorem a vodopády do Kvačianské doliny. Těsně před soutokem s Kvačiankou na Oblazech ještě zleva přibírá Ráztocký potok, tekoucí z osady Jóbova ráztoka, vytvářející úzkou rokli s osmimetrovým Ráztockým vodopádem v závěru. Na jihozápadě se nad obcí rozprostírá rozsáhlá luční krasová plošina Svorad, nesoucí název podle svatého Svorada, který zde podle legendy přebýval. Na loukách Svorad pramení potok Prosiečanka, před vstupem do Prosiecké doliny se nachází její mohutný závrtový ponor.

## Pamětihodnosti
Ve vsi stojí klasicistní římskokatolický kostel Povýšení svatého Kříže z 19. století.